# Rainer Schemeit
Rainer Schemeit (* 18. Oktober 1956) ist ein Bogenschützen-Trainer im Behindertensport.

## Sportliche Erfolge
Rainer Schemeit war von 2002 bis 2004 als Co-Trainer im Deutschen Behindertensportverband (DBS) der paralympischen Bogensportler tätig. Ab 2004 übernahm er die Cheftrainerposition und betreute bis 2010 die Nationalmannschaft im paralympischen Bogenschießen. Er trainierte in dieser Zeit u. a. Michael Arenz, Maria Droste und Tanja Schultz, mit denen er an der Weltmeisterschaft in Cheongju/KOR und an den Paralympischen Spielen 2008 in Peking teilnahm.

### Erfolge
Unter seiner Betreuung erlangten Sportler bzw. Mannschaften des Deutschen Behindertensportverband (DBS) 3× Gold-, 8× Silber- und 14× Bronzemedaillen bei Paralympischen Spielen, Weltmeister- und Europameisterschaften. Aktuell ist Rainer Schemeit als Landestrainer für den Behindertensportverband Niedersachsen (BSN) tätig (seit 2004). Zusätzlich betreut er verschiedene Bogensportprojekte. 